# Leszek Ciota
Leszek Ciota (ur. 4 stycznia 1957 w Zosinie) – polski zapaśnik startujący w stylu wolnym, mistrz Polski, medalista mistrzostw Europy, trener.

## Kariera sportowa
Jego pierwszym klubem był LZS Sobieszyn, od 1975 reprezentował barwy LKS Mazowsze Teresin, od 1980 był zawodnikiem Gwardii Warszawa. Jego największym sukcesem na arenie międzynarodowej był brązowy medal mistrzostw Europy w 1985 w kategorii 82 kg, ponadto na mistrzostwach świata w 1982 zajął piąte, a w 1983 szóste miejsce, na mistrzostwach Europy zajmował miejsca: 4 (1981), 4 (1982), 7 (1984), 4 (1986).
Na mistrzostwach Polski wywalczył medal złoty w 1982, 1983, 1984, 1985 i 1986 oraz medal srebrny w 1979, 1980 i 1981.
Po zakończeniu kariery zawodniczej pracował jako trener, m.in. prowadził reprezentację Polski seniorów w latach 1986-1992 (jego zawodnikami byli m.in. brązowy medalista mistrzostw świata Jerzy Nieć, brązowy medalista mistrzostw Europy Marian Skubacz i wicemistrz Europy Andrzej Radomski. W latach 2000–2012 był wiceprezesem Polskiego Związku Zapaśniczego, w kadencji 2012-2016 był przewodniczącym sztabu przygotowań olimpijskich PZZ. W ostatnich latach zmaga się z chorobą Alzheimera.